# Dirka po Španiji 1963
Dirka po Španiji 1963 (špansko Vuelta a España 1963) je 18. izvedba dirke po Španiji, tritedenske moške cestne kolesarske etapne dirke. Začela se je 1. maja v Gijónu in končala 15. maja v Madridu. Sodelovalo je 90 kolesarjev iz 9-ih ekip. Rumeno majico je prvič osvojil Jacques Anquetil (Saint-Raphaël–Gitane–R. Geminiani), drugo mesto José Martin Perez (Faema), tretje pa Miguel Pacheco (Kas–Kaskol). Modro majico je osvojil Bas Maliepaard (Saint-Raphaël–Gitane–R. Geminiani), zeleno majico Julio Jiménez (Faema), rdečo majico pa José Segú (Faema). Anquetil je z zmago kot prvi kolesar osvojil vse tri dirke Grand Toura.

## Ekipe
- Faema
- Ferrys
- G.B.C.–Libertas
- Kas–Kaskol
- Pinturas Ega
- Portugalska
- Ruberg
- Saint-Raphaël–Gitane–R. Geminiani
- San Pellegrino–Firte

## Etape
| Etapa | Datum   | Štart/Cilj            | Razdalja | Tip     | Tip                  | Zmagovalec               |
| ----- | ------- | --------------------- | -------- | ------- | -------------------- | ------------------------ |
| 1a    | 1. maj  | Gijón – Mieres        | 45 km    |         |                      | Antonio Barrutia (ESP)   |
| 1b    | 1. maj  | Mieres – Gijón        | 52 km    |         | posamični kronometer | Jacques Anquetil (FRA)   |
| 2     | 2. maj  | Gijón – Torrelavega   | 175 km   |         |                      | José Segú (ESP)          |
| 3     | 3. maj  | Torrelavega – Vitoria | 249 km   |         |                      | Antonio Barrutia (ESP)   |
| 4     | 4. maj  | Vitoria – Bilbao      | 104 km   |         |                      | Jan Lauwers (BEL)        |
| 5     | 5. maj  | Bilbao – Bilbao       | 191 km   |         |                      | Bas Maliepaard (NED)     |
| 6     | 6. maj  | Bilbao – Eibar        | 165 km   |         |                      | Guy Ignolin (FRA)        |
| 7     | 7. maj  | Eibar – Tolosa        | 138 km   |         |                      | Valentín Uriona (ESP)    |
| 8     | 8. maj  | Tolosa – Pamplona     | 169 km   |         |                      | José Pérez Francés (ESP) |
| 9     | 9. maj  | Pamplona – Zaragoza   | 180 km   |         |                      | Roger Baens (BEL)        |
| 10    | 10. maj | Zaragoza – Lleida     | 144 km   |         |                      | Jean Stablinski (FRA)    |
| 11    | 11. maj | Lleida – Barcelona    | 182 km   |         |                      | Jan Lauwers (BEL)        |
| 12a   | 12. maj | Barcelona – Barcelona | 80 km    |         |                      | Frans Aerenhouts (BEL)   |
| 12b   | 12. maj | Sitges – Tarragona    | 52 km    |         | posamični kronometer | Miguel Pacheco (ESP)     |
| 13    | 13. maj | Tarragona – Valencia  | 252 km   |         |                      | Seamus Elliott (IRL)     |
| 14    | 14. maj | Cuenca – Madrid       | 177 km   |         |                      | Roger Baens (BEL)        |
| 15    | 15. maj | Madrid – Madrid       | 87 km    |         |                      | Guy Ignolin (FRA)        |
|       | Skupaj  | Skupaj                | 2442 km  | 2442 km | 2442 km              | 2442 km                  |

## Končna razvrstitev
| Legenda | Legenda                                    | Legenda | Legenda                          |
| ------- | ------------------------------------------ | ------- | -------------------------------- |
|         | Predstavlja vodilnega v skupnem seštevku   |         | Predstavlja vodilnega po točkah  |
|         | Predstavlja vodilnega v gorski razvrstitvi |         | Predstavlja vodilnega v šprintih |

### Rumena majica
| Poz. | Kolesar                 | Ekipa                             | Čas         |
| ---- | ----------------------- | --------------------------------- | ----------- |
| 1    | Jacques Anquetil        | Saint-Raphaël–Gitane–R. Geminiani | 64h 46' 20" |
| 2    | José Martin Perez       | Faema                             | + 3' 06"    |
| 3    | Miguel Pacheco          | Kas–Kaskol                        | + 3' 32"    |
| 4    | Bas Maliepaard          | Saint-Raphaël–Gitane–R. Geminiani | + 5' 06"    |
| 5    | Francisco Gabica        | Kas–Kaskol                        | + 7' 57"    |
| 6    | Antonio Suárez          | Faema                             | + 8' 13"    |
| 7    | Eusebio Vélez           | Kas–Kaskol                        | + 8' 34"    |
| 8    | Antonio Gómez del Moral | Faema                             | + 9' 10"    |
| 9    | Jean Stablinski         | Saint-Raphaël–Gitane–R. Geminiani | + 9' 31"    |
| 10   | Guillaume Van Tongerloo | G.B.C.–Libertas                   | + 10' 48"   |
| 11   | Antonio Barrutia        | Kas–Kaskol                        |             |
| 12   | Frans Aerenhouts        | G.B.C.–Libertas                   |             |
| 13   | Fernando Manzaneque     | Ferrys                            |             |
| 14   | Antonio Karmany         | Ferrys                            |             |
| 15   | Edgard Sorgeloos        | G.B.C.–Libertas                   |             |
| 16   | José Antonio Momene     | Kas–Kaskol                        |             |
| 17   | Gérard Thiélin          | Saint-Raphaël–Gitane–R. Geminiani |             |
| 18   | Valentín Uriona         | Kas–Kaskol                        |             |
| 19   | Anatole Novak           | Saint-Raphaël–Gitane–R. Geminiani |             |
| 20   | Sebastián Elorza        | Kas–Kaskol                        |             |
| 21   | Dieter Puschel          | Ruberg                            |             |
| 22   | Roger Baens             | G.B.C.–Libertas                   |             |
| 23   | Julio Jiménez           | Faema                             |             |
| 24   | Esteban Martín          | Ferrys                            |             |
| 25   | Carlos Echeverría       | Kas–Kaskol                        |             |